# Powiat wałbrzyski
Powiat wałbrzyski är ett politiskt och administrativt distrikt (powiat) i sydvästra Polen, tillhörande Nedre Schlesiens vojvodskap. Administrationen har sitt säte i staden Wałbrzych, som dock i egenskap av självständigt stadsdistrikt inte själv ingår i distriktet. Den största staden i distriktet är Boguszów-Gorce. Distriktets befolkning uppgick till totalt 58 821 invånare i januari 2012.

## Kommunindelning
Distriktet indelas i åtta kommuner, varav tre stadskommuner, två stads- och landskommuner och tre landskommuner.
| Stadskommuner - Boguszów-Gorce - Jedlina-Zdrój - Szczawno-Zdrój Stads- och landskommuner - Głuszyca - Mieroszów Landskommuner - Czarny Bór - Stare Bogaczowice - Walim | Kommunindelning |